# Chiesa del Santissimo Salvatore e San Michele
La chiesa del Santissimo Salvatore e San Michele è una chiesa monumentale situata nella zona collinare di Castellammare di Stabia, nella frazione di Scanzano; è sede parrocchiale e regge anche il santuario del Sacro Cuore e la chiesa di Santa Croce.

## Storia e struttura
La costruzione della chiesa risale alla seconda metà del XV secolo, a seguito della vittoria del papato sui Turchi a Belgrado; il 6 agosto 1547 papa Callisto III istituì la festa del Santissimo Salvatore, a cui la chiesa è dedicata: il primo parroco noto fu Fabiano Longobardi, morto nel 1528. Durante il corso degli anni il tempio ha subito numerosi restauri e l'aspetto attuale è riconducibile ai lavori svolti all'inizio del XX secolo, eseguiti su progetto del parroco Giuseppe Palmigiano, mentre le decorazioni furono effettuate da Vincenzo Galloppi che tra il 1914 ed il 1915 affrescò circa 400 m² di mura. La chiesa venne nuovamente consacrata al termine dei lavori dal vescovo Michele de Jorio nel settembre 1915 e fu dedicata al Santissimo Salvatore e San Michele. Durante gli anni settanta la facciata fu decorata con lastre di travertino, mentre furono asportati il portale in legno e la cornice in piperno. Lesionata a seguito del terremoto dell'Irpinia del 1980, la chiesa è stata nuovamente restaurata al termine degli anni novanta.
La facciata della chiesa, rivestita in travertino, è divisa in due da una trabeazione che al centro reca una scritta ottocentesca in lega metallica, che riporta il nome del tempio: la parte inferiore ha al centro il portale d'ingresso, mentre ai lati sono tre coppie di lesene capitellate; lo stesso motivo si ripercorre nella parte superiore, con al centro un finestrone, con vetrata risalente al 1968. La facciata si conclude a timpano, sul quale è posto una croce in ferro. L'interno della chiesa è a pianta paleocristiana, con due navate a volta e un'abside con cupola dove è posto l'altare maggiore. L'altare maggiore è in marmo e proviene dall'antica chiesa dell'Annunziata del Molo, abbattuta nel 1783 per far posto al cantiere navale; al di sopra è una tela del 1749, raffigurante la Trasfigurazione. Tra le opere principali della chiesa si ricorda un fonte battesimale del 1582, sul quale è impresso il più antico stemma conosciuto della città, una tela della Madonna di Costantinopoli, risalente al XVIII secolo, un organo a canne del 1894; due altari del 1793 ed una statua lignea del XVIII secolo di San Michele, opera di Francesco Picano. Sia la canonica che il campanile risalgono alla fine del XVIII secolo, costruiti per volere del parroco Michele d'Apice.